# Аріан Сімхадрі
Аріан Сімхадрі (англ. Aryan Simhadri; нар. 6 травня 2006) — індійсько-американський актор, відомий за роллю Ґровера Андервуда в серіалі Disney+ «Персі Джексон та Олімпійці».
У 2021 році Сімхадрі зіграв Волтера в небродвейській постановці «Тревор: Мюзикл».

## Фільмографія

### Фільми
| Рік  | Назва                  | Роль             | Прімітка    |
| ---- | ---------------------- | ---------------- | ----------- |
| 2020 | Головна подія          | Ріяз             | [ 2 ]       |
| 2020 | Губка Боб: Втеча Губки | Додаткові голоси | [ 2 ]       |
| 2021 | Спін                   | Рохан Кумар      | [ 4 ] [ 5 ] |
| 2022 | Гуртом дешевше         | Гареш Бейкер     | [ 2 ]       |

### Серіали
| Рік          | Назва                       | Роль                | Примітка    |
| ------------ | --------------------------- | ------------------- | ----------- |
| 2019         | Просто катайтеся з ним      | Норвін Шнукл        | [ 2 ] [ 5 ] |
| 2020         | Міра, королівський детектив | Дхрув Шарма (голос) | [ 2 ]       |
| 2021         | Час пригод: Далекі землі    | Тіффані (голос)     | [ 2 ]       |
| 2023–нині    | Персі Джексон та Олімпійці  | Ґровер Андервуд     | [ 2 ]       |
| В очікуванні | Диво-парк                   | Бенкі (голос)       | [ 2 ]       |

## Нагороди
| Рік  | Нагорода                           | Категорія                          | Проєкт        | Примітка |
| ---- | ---------------------------------- | ---------------------------------- | ------------- | -------- |
| 2021 | Премія Академії молодих художників | Актор-підліток у потоковому фільмі | Головна подія | [ 6 ]    |